# 大塚瑞惠
大塚瑞惠（日语：／ Ōtsuka Mizue，1968年3月21日—），日本女性配音員、即興表演者（即興劇演員）。出身於福岡縣。KeKKe Corporation所屬。舊藝名：。身高157cm。A型血。

## 經歷
大塚瑞惠出身於福岡縣，但曾居住過北海道、宮城縣仙台市、東京都、廣島縣、福岡縣、千葉縣。
她說本身從小就喜歡出現在人們面前。決定以演戲為職業是在高中時，在一次三方面試上，有人對她說「大塚同學，你在戲劇部總是那麼活潑，真好」，這讓她意識到「哦，原來如此，我很喜歡演戲」，於是她又開始把演戲當成職業。
成蹊大學畢業。圓·演劇研究所畢業。她之前曾隸屬於青二Production、紅屋25時、81 Produce。
19歲時，一位算命師告訴她，她適合成為配音員或造型師。她心裡想「也許僅此而已…」。但後來，一個偶然的機會，她加入了青二Production，並開始以配音員的身份，作為表達自己的一種方式。算命師還告訴她「你不適合當OL!!」。

## 人物
她的丈夫大塚健太是繪本作家。有一個女兒。
興趣：旅行、謀殺推理遊戲、麻將。特長：說故事（作為洋蔥亭紅瑞創作古事記說故事）、即興演劇、書道。資格：書道5段認證。方言：福岡方言。
她與電競解說員央川跳惟一起開設名為的YouTube頻道。她策劃並主持節目，邀請平時不在媒體上露面的配音員作為嘉賓，以採訪的形式進行介紹。

## 演出
粗體字表示主要角色。

### 電視動畫
1993年
- 蠟筆小新（1993年—，神田鳥忍、主任）
- 小小男子漢（鮫島、山口〈第2代〉、女銀行員）

1994年
- 足球風雲（客人B、女孩子）
- 重獲新生的機器人（日语：おまかせスクラッパーズ）（原始人小孩）
- 卡拉OK戰士麥克次郎（日语：カラオケ戦士マイク次郎）（1994年—1995年，學生、小孩、女學生、健太）
- 奇天烈大百科（旅遊女性、小夜姬、肉山的夥伴、六年級生）
- 足球小將翼J（中川美鶴）
- 橘子醬男孩（女學生）

1995年
- 動畫世界的童話（日语：世界名作童話シリーズ ワ〜ォ!メルヘン王国）（仙女）
- 黃金勇者合體（賣家）
- 怪盜Saint Tail（主持人）
- 空想科學世界（男孩子）
- 灌籃高手（1995年—1996年，女學生、女記者、島村葉子）
- 天地無用！（那岐）
- 忍者亂太郎（1995年—2001年，部下A、鮑魚、鄰居大嬸〈初代〉、小販〈銀白離褶傘忍者〉、主婦A、八百屋妻子）
- 羅密歐的藍天（朱利安諾）
- 櫻桃小丸子 (第2期)（1995年—2004年，豬太郎〈富田太郎／代演〉、川村）

1996年
- 繚亂幻想 ～賢治之春（日语：イーハトーブ幻想〜KENjIの春）（高木）
- 鬼太郎 (第4作)（1996年—1997年，科帕、太太貓、達也、慎悟、小孩、一成、橋爪洋、太妹 等）
- 哆啦A夢 (大山羨代版)（茂手持夫、主婦A 等）
- （哈里奧的媽媽）

1997年
- 新·天地無用！（伊卡林定子）

1998年
- 異次元的世界
- 怪博士與機器娃娃 (1997年版)（小象）
- 槍神Trigun（塔妮雅）

1999年
- 炸彈人 彈珠人爆外傳V（媽媽寶2）

2002年
- 洛克人EXE（2002年—2003年，男孩子、黑衣人A）

2003年
- 我們這一家（2003年—2009年，新井茄男[10]）
- 時空冒險記

2004年
- 一艘小型潛水艇愛上鯨魚的故事（日语：小さい潜水艦に恋をしたでかすぎるクジラの話）（梅子）

2005年
- 黑輪君（日语：おでんくん）（太郎的母親、維也納香腸媽媽）

2008年
- 發現·體驗·我喜歡巧虎！（托里）

2010年
- 名偵探柯南（2010年—2013年，新海樹梨、大嬸、矢內高子）

2014年
- 即使如此世界依然美麗（女官蘇尼[11]）

2015年
- 新我們這一家（2015年—2016年，新井茄男）

2019年
- BORUTO -火影新世代- NARUTO NEXT GENERATIONS-（萩堂大嬸）

2022年
- 哆啦A夢 (水田山葵版)（大嬸）

### 電影動畫
- 劇場版 灌籃高手（日语：スラムダンク (1994年の映画)）（1994年，女學生）
- 卡塔君物語（日语：カッタ君物語）（1995年）
- （1996年，新平）
- 劇場版 天地無用！in LOVE（1996年）
- 蠟筆小新：爆發！溫泉激烈大決戰（1999年，神田鳥忍）
- 名偵探柯南：漆黑的追跡者（2009年，女性記者）
- 劇場版 3D我們這一家：超能力花媽（2010年，新井茄男）
- 蠟筆小新：功夫小子 ～拉麵大亂鬥～（2018年，神田鳥忍）
- 蠟筆小新：激戰！塗鴉王國與差不多四勇者（2020年，神田鳥忍）

### OVA
- 機械巨神 THE ANIMATION 地球靜止之日（1992年，路德的母親）
- BAD BOYS 搞怪少年（1993年，女A）
- BAD BOYS 搞怪少年 2（1994年，中井香織）
- 幽幻怪社（1994年，佐野太太）
- （1994年—1998年，太郎）
- 青眼的銀鈴 GinRei with blue eyes（1995年，路德的母親）
- 神秘的世界（1995年，基拉雅）
- 生化獵人（日语：バイオ・ハンター）（1995年，OL）
- BE-BOP-HIGHSCHOOL（1995年，母親）
- 支配者的黃昏 TWILIGHT OF THE DARK MASTER（日语：支配者の黄昏）（1998年，加奈比的聲音）
- 魔界轉生（1998年，姊姊）

### 網路動畫
- 我們這一家NEXT（2024年，新井茄男）

### 遊戲
1993年
- 金屬天使（李雷娘、艾麗莎·艾斯巴克、伊麗莎白）

1995年
- 超級炸彈人 瘋狂轟炸W（日语：スーパーボンバーマン ぱにっくボンバーW）
- Private eye dol（日语：プライベート・アイ・ドル）（朝霧溫子）

1996年
- 現代吸血鬼（雷莎）
- 超真實麻雀PVI（日语：スーパーリアル麻雀#スーパーリアル麻雀PVI）（來宮由香里）

1997年
- Saturn炸彈人Fight!!（日语：サターンボンバーマンファイト!!）（小佩吉）
- 靈異教師神眉（鬼怪）
- 瑪莉加 ～真實的世界～（日语：マリカ 〜真実の世界〜）（裝甲姊妹·蘭）

1998年
- 炸彈人 夢幻競速（日语：ボンバーマン ファンタジーレース）（馬赫寶〈艾爾邦塞納〉）

1999年
- Refrain Love 2（日语：リフレインラブ#リフレインラブ2）（瑪莉·肯吉特）

2000年
- 女神異聞錄2 罰（石神千鶴）
- SIMPLE1500系列 Vol.36 THE 戀愛遊戲 ～夏色Celebration～（日语：夏色Celebration）（小池佐登子）
- 勇者之光 純白的預言者（蕾拉·維格利特）

2006年
- 蠟筆小新：最強家族春日部之王Wii（日语：クレヨンしんちゃん 最強家族カスカベキング うぃ〜）（神田鳥忍）
- 蠟筆小新：驚奇園地的傳說大絕戰！（日语：クレヨンしんちゃん 伝説を呼ぶ オマケの都ショックガーン!）

2007年
- 股票交易員瞬（日语：株トレーダー瞬）（敬子）
- 蠟筆小新DS：呼風喚雨的蠟筆大作戰！（日语：クレヨンしんちゃんDS 嵐を呼ぶ ぬってクレヨ〜ン大作戦!）

2010年
- 蠟筆小新：呆呆忍者傳前進吧！春日部忍者隊！（日语：クレヨンしんちゃん おバカ大忍伝 すすめ!カスカベ忍者隊!）

2011年
- 蠟筆小新：宇宙功夫!? 友情的笨蛋空手道!!（日语：クレヨンしんちゃん 宇宙DEアチョー!? 友情のおバカラテ!!）

2012年
- 女神異聞錄2 罰 ETERNAL PUNISHMENT（石神千鶴）

### 特攝影集
- 超人力霸王迪卡（1997年，著信音的聲音、海外小孩的聲音）

### 廣播節目
- 奧寺康彥的加油日本足球！
- 松木安太郎的加油日本足球！

### 廣播劇CD
- 恐怖驚魂夜（小林今日子）
- 花之飛鳥組！外傳（日语：花のあすか組!）（內藤）
- 幸運騎士外傳 帕斯戴爾的啟程（日语：フォーチュン・クエスト）（維爾德）

### 外語配音

#### 電影
- 金剛戰士（英语：Turbo: A Power Rangers Movie）（唐娜·斯隆／黃衣戰士〈納奇亞·布瑞斯（英语：Nakia Burrise）〉）

#### 電視影集
- 魔法奇兵（達拉〈茱莉·賓士〉）
- 金剛戰士：渦輪（英语：Power Rangers Turbo）（唐娜·斯隆／黃衣戰士〈納奇亞·布瑞斯（英语：Nakia Burrise）〉、影之黃衣戰士）

#### 動畫
- 辛普森家庭（莎拉·維古姆〈初代日語配音〉）

### 舞台
- 即興表演即興23區（2017年）
- 翡翠森林狼與羊（2017年）
- 戰國即興合戰（2018年）
- 私立即興學園（2018年）
- 即興商店街（2019年）
- 我們進入了太空。（2020年）

## 腳註

## 外部連結
- （日語）—大塚瑞惠的官方個人網站。
- （日語）—大塚瑞惠的官方個人部落格。
- 大塚瑞惠｜KeKKe Corporation （日語）
- （日語）—作為採訪者的YouTube頻道。
- （日語）—收集Podcast負責主持的部落格。